# Малодельское сельское поселение
Малоде́льское се́льское поселе́ние — муниципальное образование (сельское поселение) в составе Фроловского района Волгоградской области России. Административный центр — станица Малодельская.
Глава Малодельского сельского поселения — Дорожкин Владимир Степанович.

## География
Поселение расположено на севере Фроловского района и является самым северным сельским поселением района (находится самый северный населённый пункт — Малодельская, и северная оконечность района). Граничит с Атамановским сельским поселением Даниловского района.

## Население
Численность населения составляет 1,61 тыс. человек.

## Административное деление
Код ОКАТО — 18 256 832 000
Код ОКТМО — 18 656 432
На территории поселения находятся 2 населённых пункта: станица и хутор:
| Название     | ОКАТО          | Тип населённого пункта          | Население, тыс. чел |
| ------------ | -------------- | ------------------------------- | ------------------- |
| Малодельская | 18 256 832 001 | станица, административный центр | 1,61                |
| Муравли      | 18 256 832 002 | хутор                           |                     |

## Власть
В соответствии с Законом Волгоградской области от 18 ноября 2005 г. N 1120-ОД «Об установлении наименований органов местного самоуправления в Волгоградской области», в Малодельском сельском поселении установлена следующая система и наименования органов местного самоуправления:
- Совет депутатов Малодельского сельского поселения (11 октября 2009 года избран второй созыв)
численность (первого созыва) — 10 депутатов[4]
избирательная система — мажоритарная, один многомандатный избирательный округ.
- Глава Малодельского сельского поселения (не действует!) — Дорожкин Владимир Степанович (избран 11 октября 2009 года)[2]
- Глава Малодельского сельского поселения — Андросов Александр Николаевич (избран 21 сентября 2021 года)
- Администрация Малодельского сельского поселения